# 约万·米拉迪诺维奇
约万·米拉迪诺维奇（羅馬化：Jovan Miladinović，1939年1月30日—1982年9月11日），塞尔维亚男子足球运动员。他曾代表南斯拉夫参加1964年夏季奥林匹克运动会足球比赛。他也曾参加1960年欧洲国家杯。